# Pombo-azul-de-maurício
Pombo-azul-de-maurício ou pombo-azul-da-maurícia (nome científico: Alectroenas nitidissima) é uma espécie extinta de pombo que era endêmica de Maurício, uma ilha no Oceano Índico a leste de Madagascar. Descoberta por navegadores holandeses por volta de 1601, a ave era abundante e amplamente distribuída pela ilha. A espécie conviveu com os seres humanos por cerca de 200 anos até ter sido completamente exterminada. As principais causas da extinção foram a perda de habitat devido ao desmatamento, a caça pela sua carne, e a predação por animais introduzidos, principalmente macacos. O último indivíduo morreu na década de 1830. Restam em museus apenas três exemplares taxidermizados.
Com 30 cm de comprimento, tinha um corpo robusto coberto por uma plumagem azul, com o dorso e asas num tom azul-metálico. A cauda era castanho-avermelhada. Ao redor do pescoço possuía penas brancas, longas e móveis, formando uma espécie de colar. Em torno dos olhos havia uma área vermelho-brilhante e o bico era esverdeado. A face do animal pode ter tido um aspecto verrucoso e os indivíduos jovens algumas penas de cor verde. O macho tinha uma testa vermelha e levantava as penas brancas do pescoço como parte do comportamento de exibição para a fêmea. Quando vivo era chamado de pigeon hollandais ("pombo-holandês") devido ao branco, azul e vermelho da plumagem, as mesmas cores da bandeira dos Países Baixos.
Pouco se sabe sobre o comportamento do pombo-azul-de-maurício, mas provavelmente vivia em pares ou em pequenos grupos em florestas montanhosas, úmidas e de árvores perenifólias, tais como seus "primos" ainda vivos. Alimentava-se principalmente de frutas, nozes e, provavelmente, pequenos moluscos.
Era o maior representante e o tipo do gênero Alectroenas, que reúne outras cinco espécies de pombos azuis, duas delas também extintas recentemente. Todas têm um parentesco muito próximo e os especialistas acreditam que podem ter evoluído a partir de ancestrais do Sudeste Asiático e da Oceania.

## Taxonomia
O primeiro registro do pombo-azul-de-maurício, também conhecido como pombo-azul-das-maurícias ou pombo-azul-da-maurícia, são dois esboços no diário de bordo do navio holandês Gelderland (1601–1603). As aves parecem ter sido desenhadas quando estavam atordoadas ou logo após serem abatidas. As ilustrações foram feitas em Maurício e são de autoria do artista holandês Joris Joostensz Laerle, mas só foram publicadas em 1969. François Cauche, em 1651, citou brevemente "pombas brancas, pretas e vermelhas" encontradas em 1638. Acredita-se que este seja o primeiro relato inequívoco da espécie. A menção seguinte, de Jean-François Charpentier de Cossigny, viria a ser feita cerca de 100 anos depois, em meados do século XVIII.

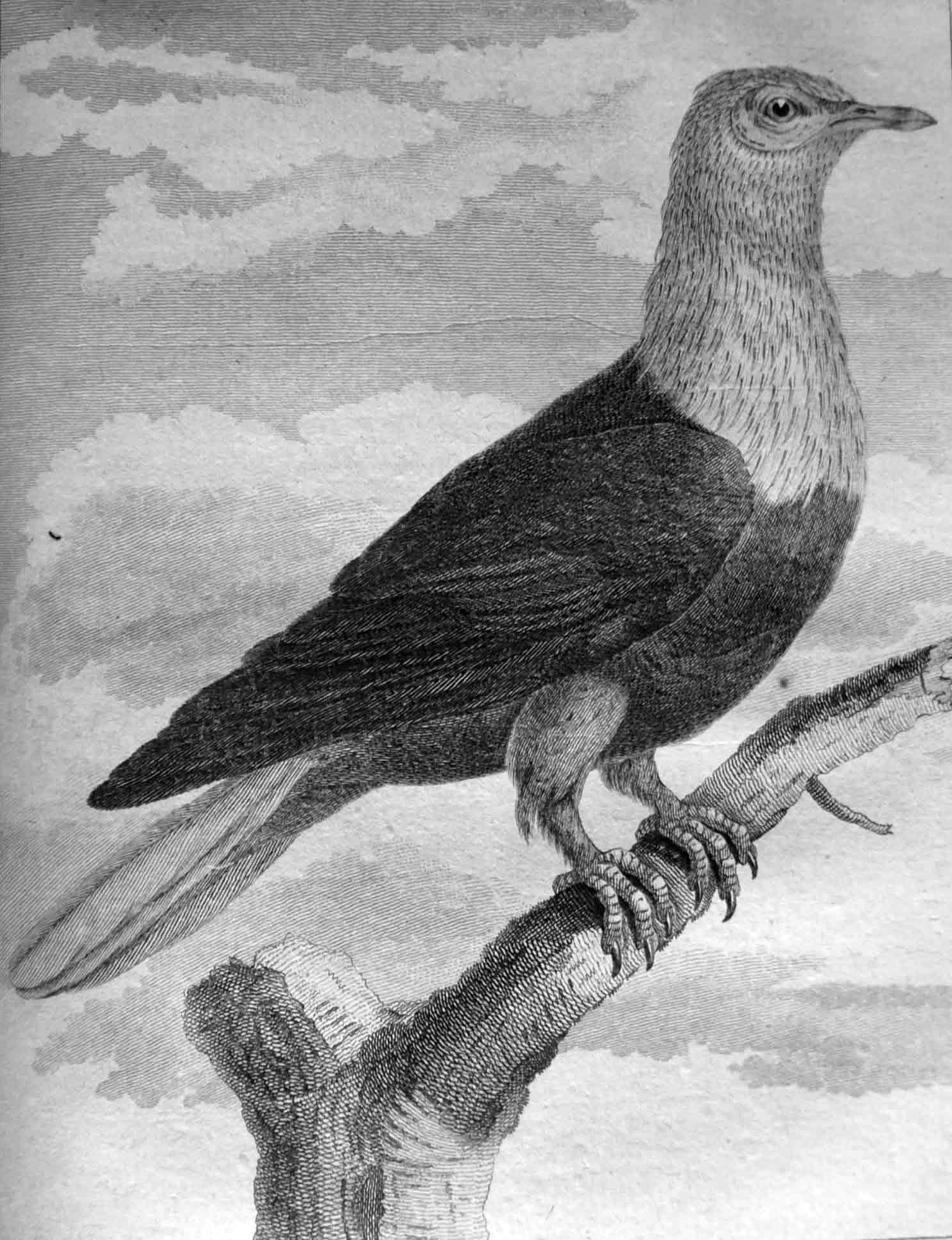
Ilustração de um exemplar empalhado publicada na descrição de Sonnerat em 1782.

Foi o naturalista francês Pierre Sonnerat quem, em 1782, despertou a atenção dos ornitólogos para a espécie, batizando-a de Pigeon Hollandais ("pombo-holandês" em tradução literal), um nome popular em língua francesa que faz referência às cores branca, azul escuro e vermelha da plumagem, as mesmas da bandeira holandesa. Ele coletou dois exemplares durante uma viagem em 1774. Estes espécimes síntipos foram guardados no Museu de História Natural de Paris. Em 1893, apenas um deles, o espécime MNHN n°C.G. 2000-727, ainda existia, embora houvesse sido danificado pelo ácido sulfúrico numa tentativa de fumigação. Uma vez que Sonnerat descreveu e nomeou a espécie em francês, o crédito para o nome científico da ave ficou com Giovanni Antonio Scopoli, que sequer viu o espécime, mas latinizou a descrição de Sonnerat. Ele batizou o animal de Columba nitidissima, que significa "o pombo mais brilhante". Quando Johann Friedrich Gmelin descreveu a ave com o epíteto específico franciae ("da França") em 1789, ele quis homenagear a hoje famosa bandeira francesa tricolor, hasteada pela primeira vez naquele ano. Pierre Joseph Bonnaterre usou o nome batavica ("o holandês") em sua descrição em 1790.
Outra pele chegou ao museu de Paris em 1800, coletada pelo coronel M. Mathieu para o ornitólogo Louis Dufresne. Foi vendida em 1819 junto com outros itens, enviada para Edimburgo e hoje está no Museu Real da Escócia, registrada como o espécime MU No. 624. Não foi identificado como um pombo-azul-de-maurício até Alfred Newton vê-lo em 1879. O último exemplar registrado foi abatido no distrito de Savanne em 1826 e dado a Julien Desjardins, fundador do Museu de História Natural de Maurício, em Port Louis, onde ainda se encontra, embora em mau estado de conservação. Apenas estes três espécimes empalhados ainda existem. Em 1840, George Robert Gray nomeou um novo gênero, Alectroenas, para o pombo-azul-de-maurício; alektruon em grego significa galo doméstico, e oinas quer dizer pomba. Alectroenas nitidissima é a espécie tipo do gênero, que inclui todos os outros pombos azuis. O nome binomial foi alterado de A. nitidissimus para A. nitidissima em 2014.
Resquícios subfósseis do pombo-azul-de-maurício foram coletados no pântano Mare aux Songes por Théodore Sauzier em 1889. Mais material foi achado por Louis Etienne Thirioux por volta de 1900. Acredita-se que foram encontrados perto da montanha Le Pouce e de Plaine des Roches.

### Evolução

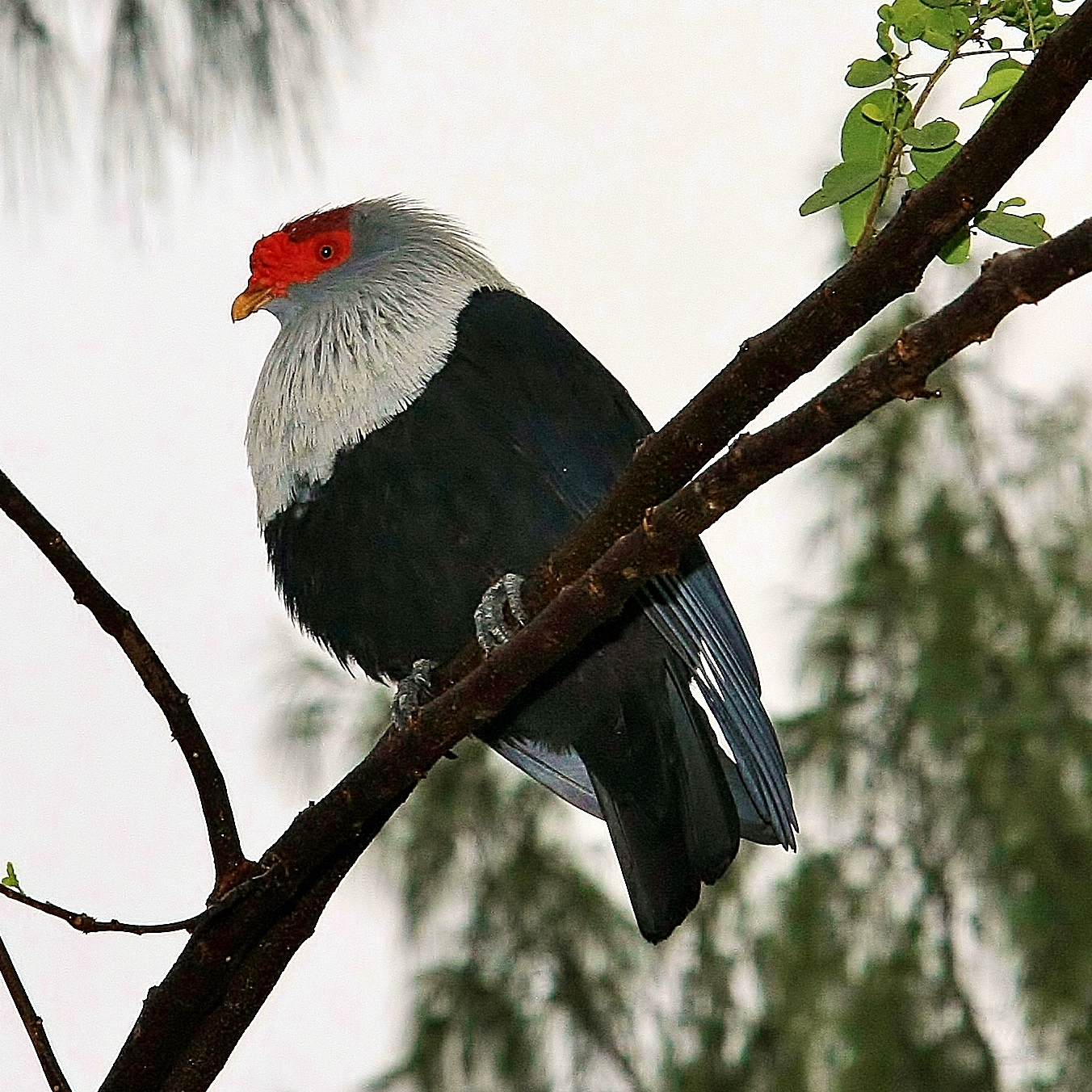
A. pulcherrimus é um dos "primos" sobreviventes.

Os pombos azuis do gênero Alectroenas estão intimamente relacionados entre si e ocorrem amplamente em todas as ilhas no Oceano Índico ocidental. Eles são alopátricos e podem, portanto, ser considerados como uma superespécie. Existem três espécies vivas: o pombo-azul-de-madagascar (Alectroenas madagascariensis), o pombo azul-de-comoro (A. sganzini), e o pombo-azul-de-seychelles (A. pulcherrima). Cada uma das três ilhas Mascarenhas (Maurício, Rodrigues e Reunião) foi o lar de uma espécie, todas já extintas: o pombo-azul-de-maurício, o pombo-azul-de-rodrigues (Alectroenas payandeei) e o pombo-azul-de-reunião (Alectroenas sp). Em comparação com outros pombos, os pombos azuis são de médio a grande porte, corpulentos e com asas e caudas mais longas. Todas as espécies têm penas móveis distintas na cabeça e no pescoço. O tibiotarso é relativamente longo e o tarsometatarso é curto. Os pombos azuis podem ter colonizado as Mascarenhas, as Seychelles ou uma ilha de ponto quente já submersa, dispersando-se ilha a ilha. Eles podem também ter evoluído para um gênero distinto antes de chegarem a Madagascar. Geneticamente, seu "primo" mais próximo é a pomba Drepanoptila holosericea, endêmica da Nova Caledônia, da qual se separaram 8 a 9 milhões de anos atrás. Seu grupo ancestral parece ser as pombas-das-frutas (gênero Ptilinopus), que habitam o Sudeste Asiático e Oceania.

## Descrição

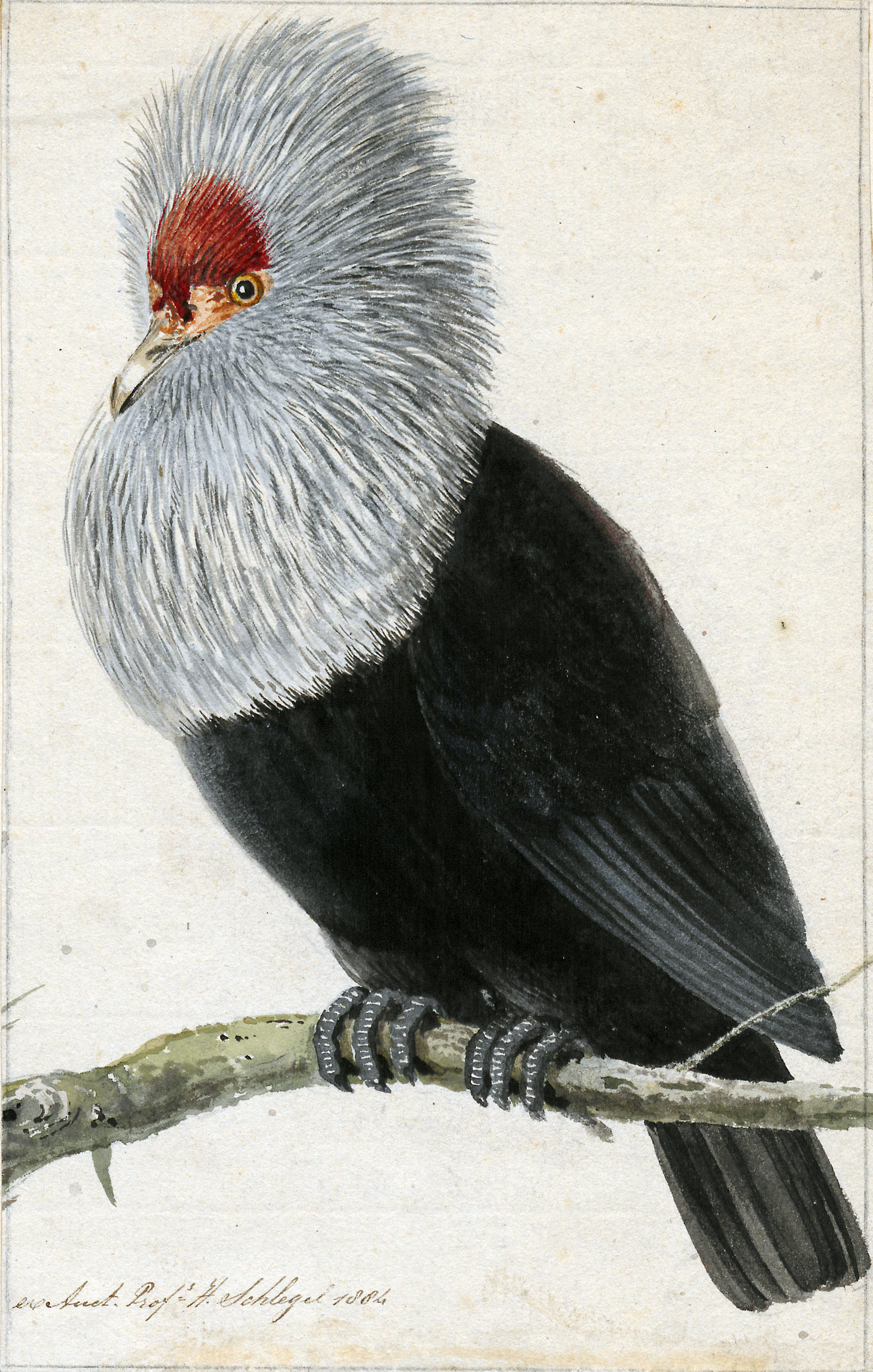
Ilustração de exemplar vivo (provavelmente um macho) por G. Haasbroek, ca. 1790.

As penas da cabeça, pescoço e peito eram de cor branca prateada, longas, retesadas e pontudas, especialmente em volta do pescoço. Ao redor dos olhos havia uma área vermelho-brilhante e sem penas que se estendia em direção às bochechas e ao bico, que era esverdeado com a ponta escura. A plumagem do corpo era azul índigo, e as penas do dorso, escápulas e asas tinham um tom azul metálico. A base das retrizes externas era parcialmente azul-escura e as penas da cauda castanho-avermelhadas. As pernas tinham uma tonalidade cinza-ardósia escura. A íris era laranjo-avermelhada e possuía um anel amarelo interior. A ave tinha 30 cm de comprimento, as asas mediam 20,8 cm, a cauda 13,2 cm, o cúlmen (comprimento dorsal do bico, da base até a ponta) 2,5 cm, e os tarsos atingiam 2,8 cm. Foi o maior e mais robusto membro do seu gênero, e as penas móveis da cabeça e do pescoço eram mais longas e cobriam uma área maior do que em outros pombos azuis.
Ao contrário das três peles que ainda existem, uma das duas ilustrações (a outra foi feita em preto-e-branco) de um exemplar vivo mantido na Holanda por volta de 1790 mostra uma testa vermelha. Ambos os sexos do pombo-azul-de-seychelles também têm testas vermelhas, e Julian Hume sugeriu que a imagem retrata um macho, que foi descrito como "infinitamente mais bonito" do que a fêmea por Cossigny em meados do século XVIII. Devido a isso, Hume acredita que as três peles remanescentes são de indivíduos do sexo feminino. Uma mulher de Maurício, recordando avistamentos da ave por volta de 1815, mencionou o verde como uma das suas cores. Jovens pombos azuis de Seychelles e de Comoro têm penas verdes, de modo que este também pode ter sido o caso dos pombos juvenis da espécie de Maurício.
Algumas representações e descrições têm mostrado as pernas da ave na cor vermelha, como as do pombo-azul-de-madagascar. As pernas do espécime de Paris foram pintadas de vermelho quando a cor original desapareceu, presumivelmente com base em tais relatos. As pernas dos dois outros espécimes sobreviventes não foram pintadas e desvaneceram para um tom castanho amarelado. Esta característica não é citada em relatos da época que a espécie vivia, e os especialistas entendem que tais representações são errôneas. Algumas reconstituições modernas têm retratado o pombo com crenulações faciais, tais como as do pombo-azul-de-seychelles. Esta característica era desconhecida em relatos antigos, até o relatório escrito por Johannes Pretorius em 1660 sobre sua estadia em Maurício ter sido publicado em 2015, no qual ele menciona a "face verrucosa" da ave.

## Comportamento e ecologia

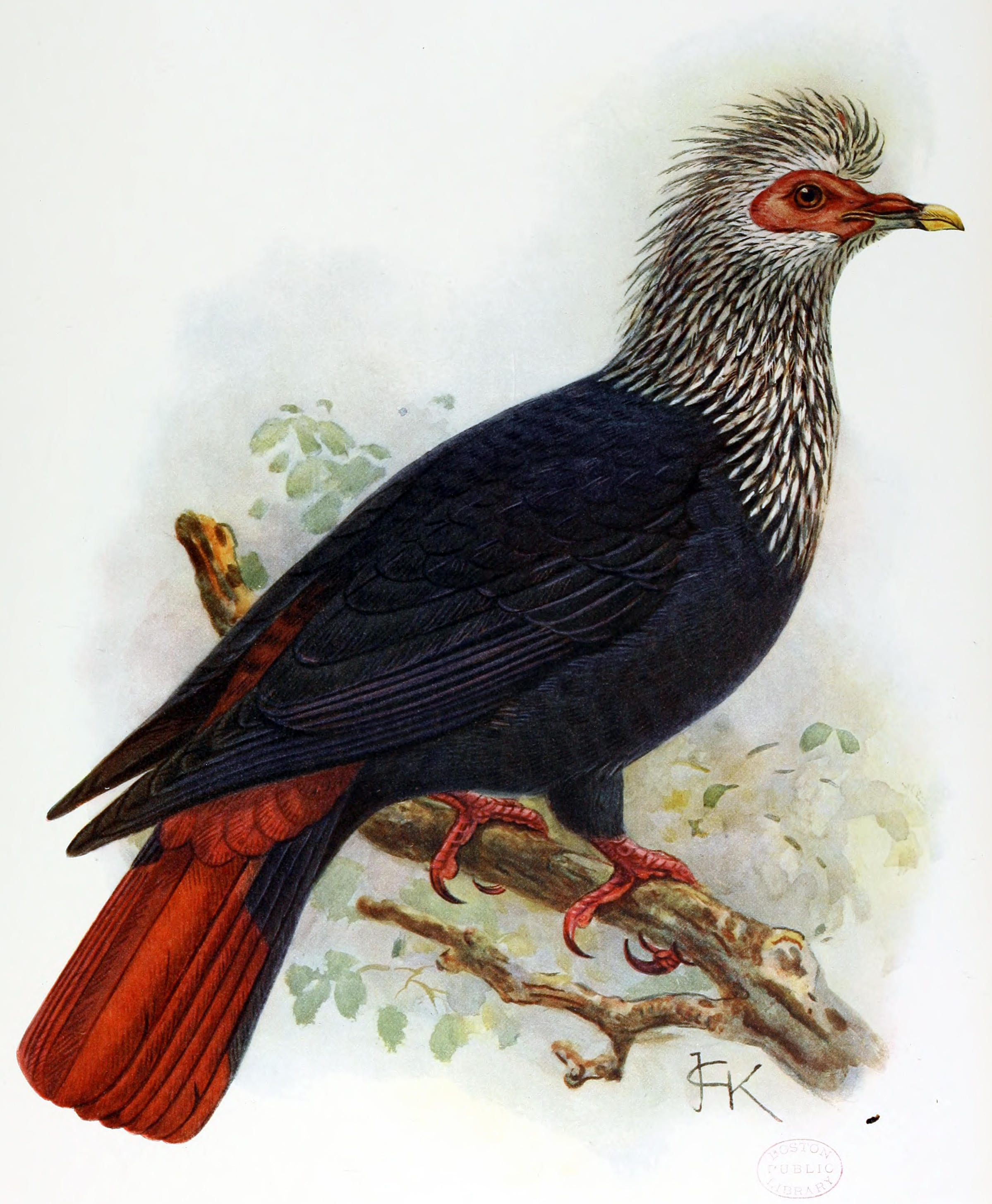
Ilustração por John Gerrard Keulemans (1907).

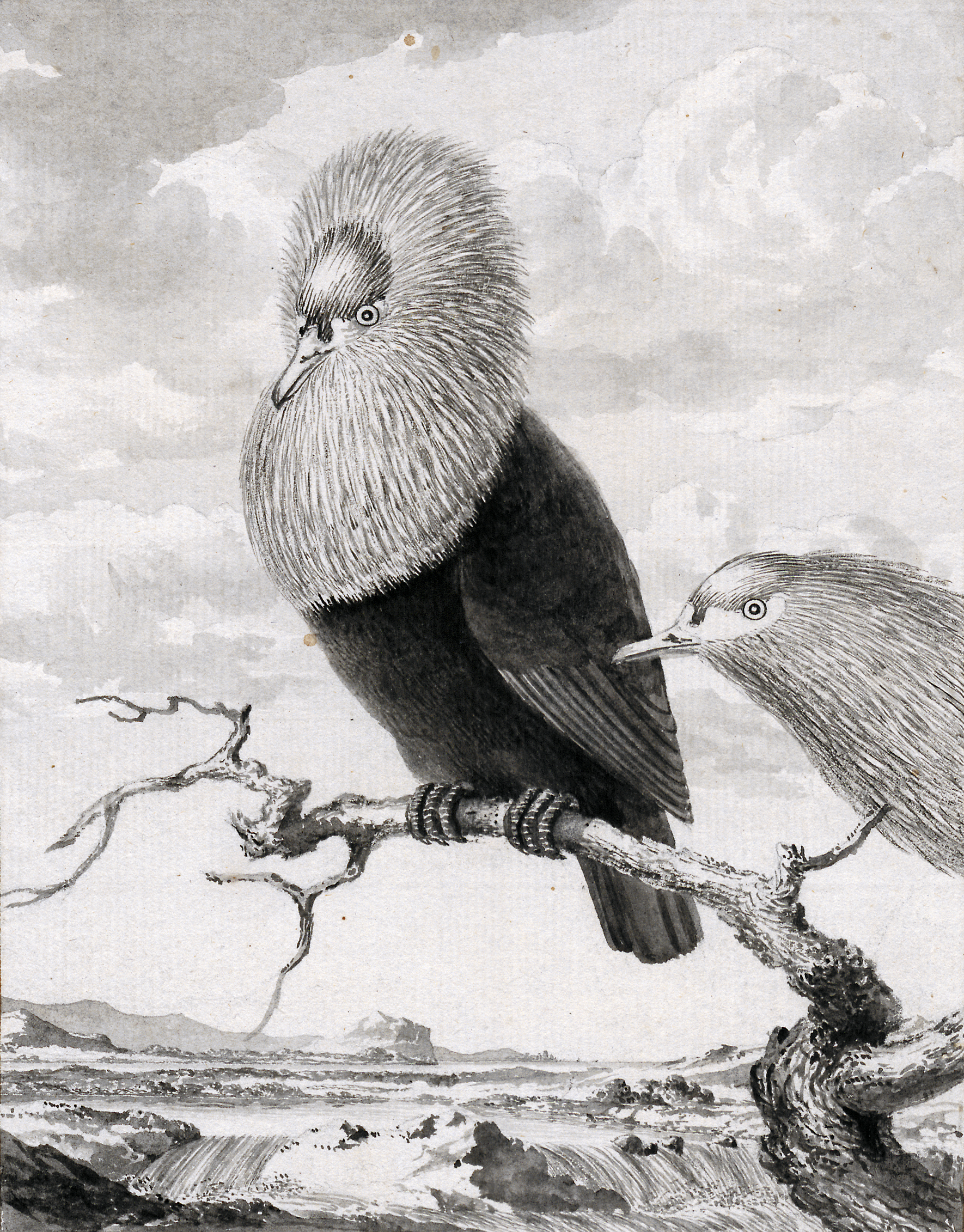
Desenho de um macho com base em modelo vivo. G. Haasbroek, c. 1790.

Poucas descrições do comportamento do pombo-azul-de-maurício são conhecidas; anotações não publicadas por Desjardins foram perdidas. Um indivíduo foi levado aos Países Baixos por volta de 1790, onde sobreviveu na menagerie de Guilherme V, Príncipe de Orange, por três meses antes de morrer de edema. Os dois únicos desenhos da espécie utilizando modelos vivos (feitos por G. Haasbroek) retratam este exemplar. As ilustrações mostram um macho em pose de exibição, levantando as penas do pescoço como um colar. Este é um comportamento característico de outros pombos azuis, e inclusive eles são capazes de vibrar suas penugens. A descrição a seguir sobre o comportamento de exibição e vocalização deste indivíduo é de autoria de Arnout Vosmaer, diretor da menagerie, e foi escrito no verso do desenho colorido:
Estes [pombos são] azul-marinho com as penas da cabeça cor de chumbo, as quais podem virá-las para cima como se fosse um colar, foram enviados para mim a partir do Cabo, mas são originários da ilha Maurício. Foram apresentados à corte pelo barão I. N. E. van Lynden em 1790, e chamados Pavillons Hollandais. Só recebi um vivo, mas ele morreu de edema alguns meses depois. Das 11 às 12 horas da noite, e muitas vezes durante a madrugada, ele emitia sons agradáveis 10 a 12 vezes rapidamente após outro do tipo Baf Baf [pronunciado Barf Barf], e durante o dia fazia um semelhante a um arrulho.
O pombo-azul-de-maurício provavelmente vivia em pares ou em pequenos grupos em florestas montanhosas, úmidas e de árvores perenifólias, como fazem seus parentes atuais. Restos subfósseis foram encontrados nas partes centro-oeste, centro-leste e sudeste de Maurício, indicando que a ave se distribuia amplamente pela ilha. Em 1812, Jacques-Gérard Milbert afirmou que indivíduos solitários foram avistados em vales de rios. Eles provavelmente se tornaram mais raros durante o domínio francês sobre Maurício (1715-1810), pois as áreas mais baixas da ilha foram quase totalmente desmatadas neste período.
Muitas outras espécies endêmicas de Maurício tornaram-se extintas após a chegada dos seres humanos, de modo que o ecossistema da ilha é muito danificado e difícil de ser reconstruído. Antes da chegada dos humanos, Maurício era inteiramente coberta por florestas, mas muito pouco resta atualmente devido ao desmatamento. A fauna endêmica sobrevivente ainda está seriamente ameaçada. O pombo-azul-de-maurício viveu ao lado de várias outras aves da mesma ilha Maurício recentemente extintas como o dodô, a galinhola-vermelha-das-maurícias, o papagaio-de-bico-largo, o papagaio-cinzento-de-maurício, a coruja-de-maurício, a carqueja Fulica newtonii, o ganso Alopochen mauritiana, o pato Anas theodori e o socó Nycticorax mauritianus . Répteis extintos de Maurício incluem as duas espécies de tartarugas-gigantes endêmicas (Cylindraspis inepta e C. triserrata), o lagarto Leiolopisma mauritiana, e a jiboia-da-ilha-round. O morcego Pteropus subniger e o caracol Tropidophora carinata viveram na ilha Maurício e na ilha da Reunião, mas também desapareceram de ambas as ilhas. Além destes animais, algumas plantas também foram extintas, como a Casearia tinifolia e a Angraecum palmiforme.

### Dieta

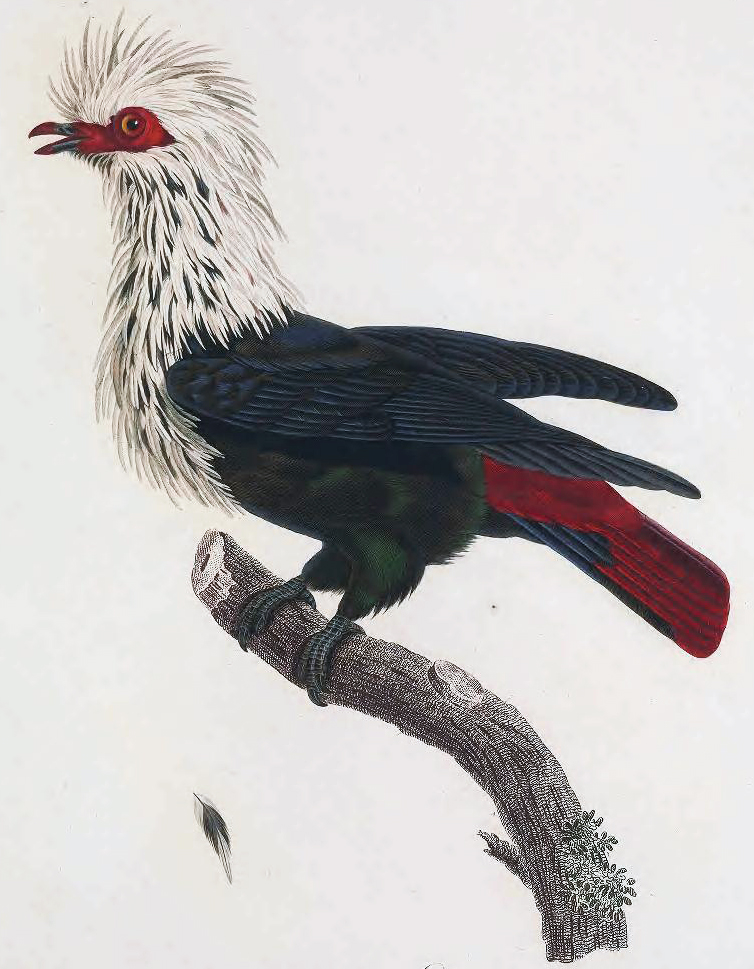
Desenho de Pauline Knip e César Macret (1811).

Frutas e nozes foram, provavelmente, eram a base da dieta do pombo-azul-de-maurício. Como os outros pombos do gênero, a espécie pode ter vivido no dossel florestal e migrado sazonalmente para locais onde havia alimento disponível. Jean-François Cossigny dissecou um exemplar em meados da década de 1700 e mais tarde o enviou, junto com o conteúdo do estômago, para o naturalista René-Antoine Ferchault de Réaumur com uma carta anexa descrevendo suas descobertas. A moela e o papo continham quatro "nozes"; Cossigny afirmou que as sementes eram de Calophyllum tacamahaca ou de Labourdonnaisia calophylloides. Os pombos-azuis de Comores e Seicheles também se alimentam de C. tacamahaca e a forte moela do primeiro o ajuda na digestão das sementes. Em 1812, Jacques Milbert Gérard forneceu a única descrição do comportamento da ave na natureza:
O segundo é o pombo com uma juba; os habitantes da Ile de France [ilha Maurício] chamam-lhe pombo holandês; a cabeça, pescoço e peito são adornados com penas brancas pontiagudas que podem ser elevadas à vontade; o resto do corpo e as asas são de uma fina cor violeta intenso; a extremidade da cauda é vermelho purpúreo. É uma das mais belas espécies de seu tipo ... A segunda destas aves vive solitária em vales de rios, onde muitas vezes a tenho visto sem ser capaz de capturar uma. Ela come frutas e moluscos de água doce.
A afirmação de que a ave se alimentava de moluscos fluviais foi criticada por Alphonse Milne-Edwards e Émile Oustalet em 1893, com o posterior apoio de James Greenway em 1967, pois os pombos azuis são essencialmente arborícolas. Desde então notou-se que outros tipos de pombos que são predominantemente frugívoros, como as espécies dos gêneros Ptilinopus e Gallicolumba, ocasionalmente comem moluscos e outros invertebrados. As duas espécies de Nesoenas também foram relatadas como comedoras de caracóis de água doce, e uma foi vista caçando girinos. Milbert pode, em qualquer caso, estar se referindo aos caracóis arbóreos, uma vez que os pombos azuis que ainda existem raramente pousam no chão. A ingestão de caracóis teria fornecido às aves o cálcio necessário para a produção de ovos. Pretorius tentou criar em cativeiro um exemplar jovem e outro adulto em Maurício, mas todos os seus espécimes morreram provavelmente porque a espécie era quase exclusivamente frugívora, como os pombos azuis atuais.

## Extinção

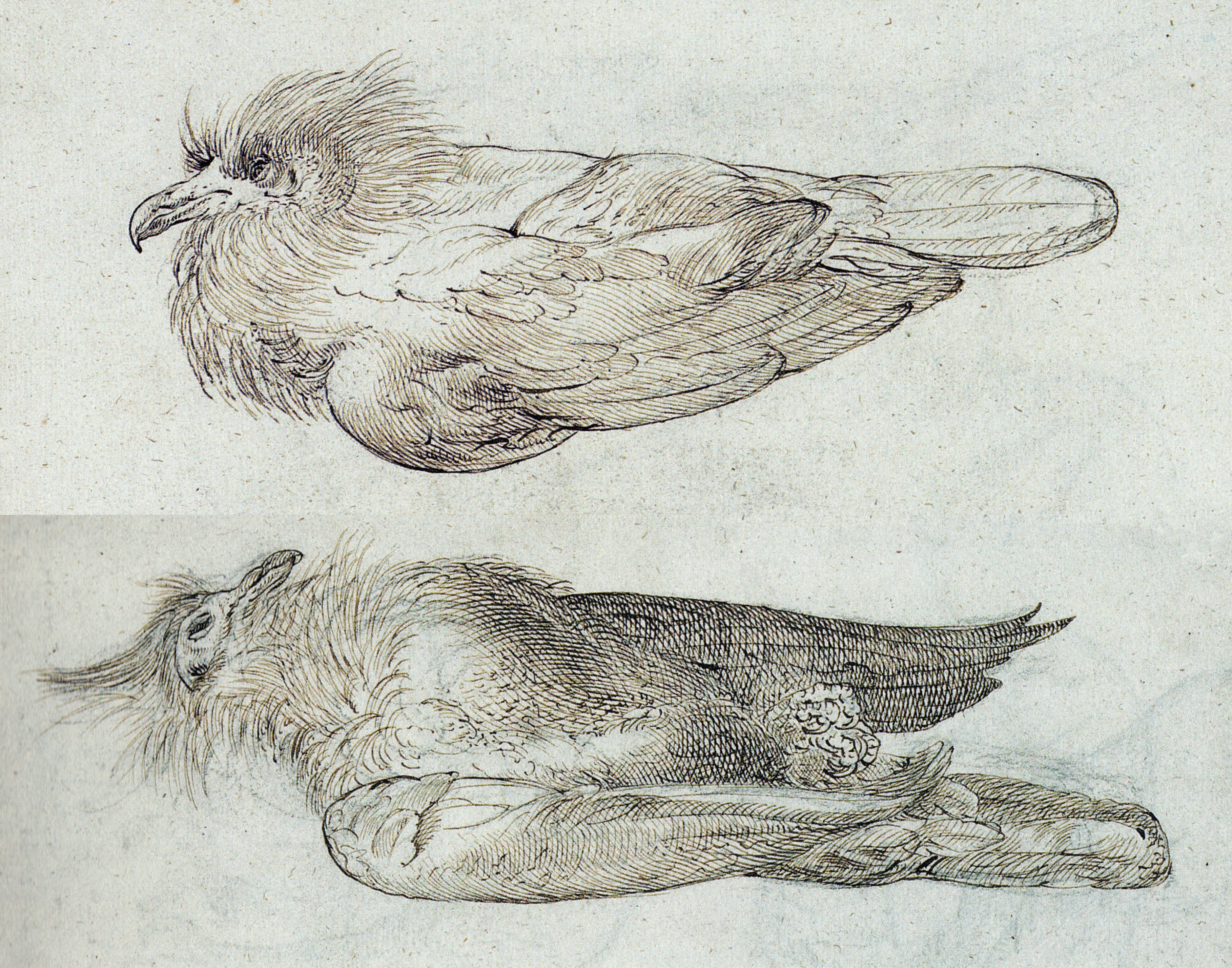
Esses esboços do diário de bordo do Gelderland (1601) são o primeiro registro da espécie.

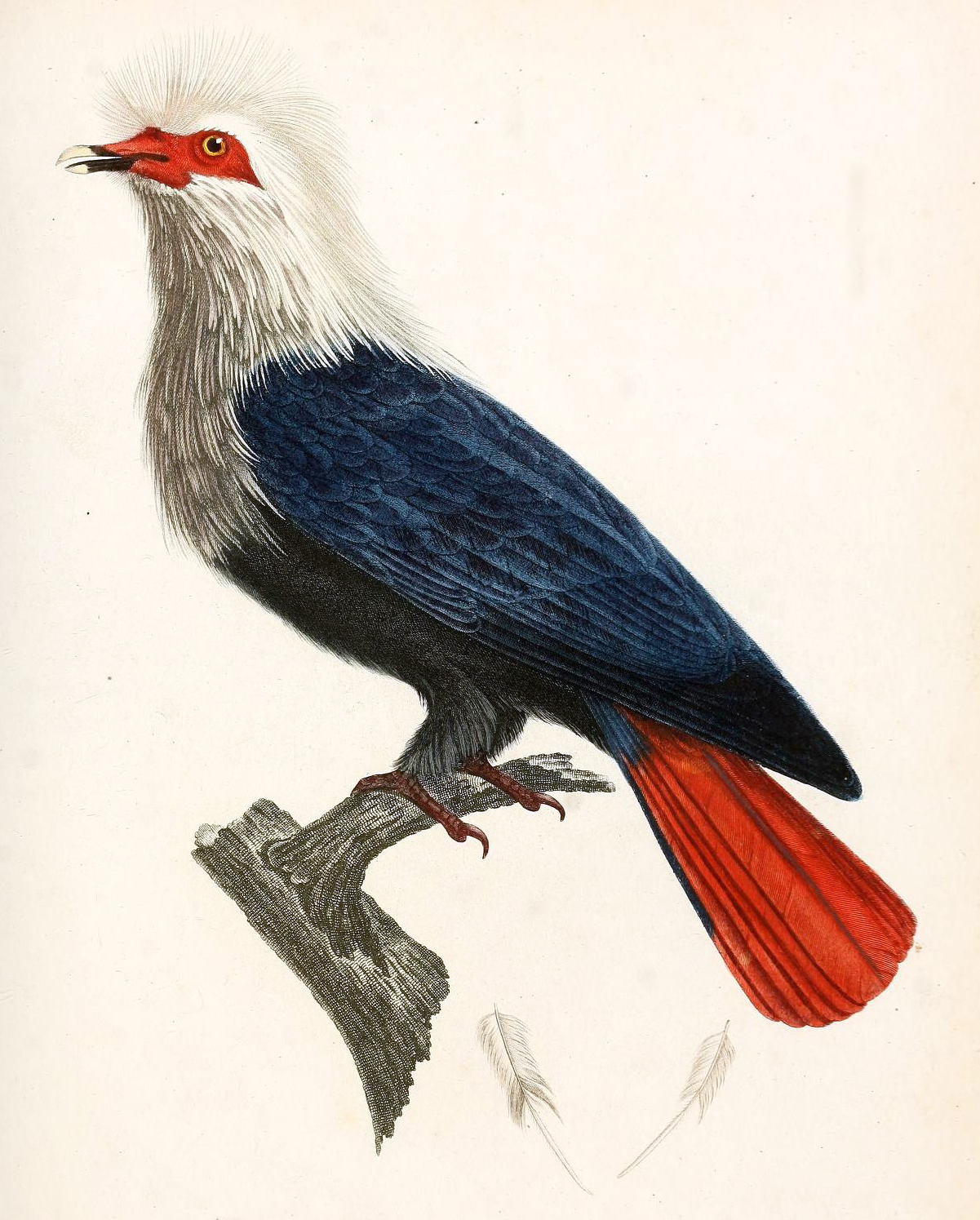
Ilustração de 1808 por J. Reinold.

O pombo-azul-de-maurício coexistiu com os humanos por 200 anos. Seu declínio pode ser correlacionado com o desmatamento, que também é a principal ameaça para as espécies de pombos azuis ainda existentes. Pouca área de floresta na ilha ainda não havia sido desmatada em 1859. Aves frugívoras geralmente precisam de uma grande área para forrageamento e para deslocar-se entre a vegetação a fim de se alimentar com diferentes tipos de alimentos, que ocorrem de forma irregular no espaço e no tempo. Os pombos azuis empoleiram-se em galhos nus, tornando-os vulneráveis aos caçadores.
Cossigny observou que a ave tinha se tornado rara em 1755, mas que era comum 23 anos antes e atribuiu a queda na população ao desmatamento e à caça por escravos fugidos. Por outro lado, Pierre Joseph Bonnaterre afirmou que os pombos ainda eram comuns em 1790. O pombo-azul-de-maurício não era sazonalmente venenoso como o Columba mayeri, que ainda sobrevive em Maurício até hoje e tinha esta reputação. Apesar disso foi caçado para servir de alimento e alguns relatos antigos elogiaram o sabor de sua carne. Os pombos azuis atuais também são considerados bons para comer e por isso são alvos de caça e parece que outra população deles foi caçada até a extinção nos atóis Farquhar e Providence. O pombo-azul-de-maurício era fácil de ser capturado devido ao destemor insular, característica exibida por espécies que evoluíram em locais sem a presença de seres humanos.
O último exemplar confirmado foi baleado no distrito de Savanne em 1826, mas um relato de 1832 feito por Desjardins sugere que alguns ainda podiam ser encontrados em florestas remotas no centro da ilha. Edward Newton (convencido de que o pombo ainda existia) entrevistou dois habitantes da ilha Maurício sobre a espécie em 1863 e esses relatos sugerem que a ave sobreviveu até pelo menos 1837. O primeiro entrevistado alegou que ele havia matado dois espécimes quando o coronel James Simpson esteve na ilha, o que aconteceu entre 1826 e 1837. A segunda era uma mulher que tinha visto pela última vez um pombo mais ou menos nessa época e recordou de caçadas da ave por volta de 1815, em uma área pantanosa perto do Parque Nacional Gargantas do Rio Negro, no sudoeste de Maurício:
Quando ela era uma menina e costumava ir para a floresta com o pai, de Chazal, via muitos Pigeon Hollandais e Merles [Hypsipetes olivaceus], ambas as espécies eram tão mansas que podiam ser derrubadas com paus, e seu pai costumava matar mais dessa forma que atirando nelas, pois ela era uma criança nervosa. Seu pai sempre a avisava antes de disparar, mas ela pedia para bater no pombo com a vara ao invés de atirar nele - disse que faz 27 anos que viu o último Pigeon Hollandais, logo após ter se casado com o pobre e velho Moon, a ave fora apanhada na floresta por um quilombola. Ela disse que era maior do que um pombo manso e tinha todas as cores do arco-íris, especialmente na cabeça, vermelho, verde e azul.
Pode-se concluir que o pombo-azul-de-maurício tornou-se extinto na década de 1830. Além da destruição de habitat e caça, predadores introduzidos, principalmente macacos-caranguejeiros, provavelmente também foram responsáveis.